# Yancy Derringer
Yancy Derringer ist eine US-amerikanische Westernserie, die zwischen 1958 und 1959 in 34 Episoden  mit Jock Mahoney in der Titelrolle und X Brands als Co-Star produziert wurden. 1967 und 1969 wurden jeweils 13 Folgen im ZDF in nicht chronologischer Reihenfolge ausgestrahlt.

## Handlung
Der immer fein gekleidete Gentleman, Spieler und ehemalige Südstaatenoffizier Yancy Derringer ist im New Orleans der Nach-Bürgerkriegszeit der Besitzer des Riverboats Sultana. Er erledigt im Geheimen Aufträge für den ehemaligen Nordstaatler und jetzigen Stadtverordneten John Colton, um für Recht und Ordnung zu sorgen. Gegen Ende einer Episode sitzt Derringer oft im Gefängnis, weil er wieder bei der erfolgreichen Erledigung seiner Aufträge gegen Regeln oder Gesetze verstoßen hat, jedoch bleibt die Zellentür im Allgemeinen unverschlossen.
Bewaffnet ist Yancy Derringer mit einem vierläufigen Sharps Deringer im Hut sowie einem im Ärmel an einer Schnellziehvorrichtung befestigten Deringer; dazu trägt er ein Messer.
An seiner Seite kämpft der stumme Pawnee-Indianer Pahoo-Ka-Ta-Wah, der das Leben Derringers in der Zeit vor den Ereignissen der Serie gerettet hatte und sich jetzt für ihn verantwortlich fühlt. Der Indianer, dessen Name in einigen Folgen verkürzt als Pahoo genannt wird, verbirgt für Notfälle unter seinem Umhang eine doppelläufige, abgesägte Schrotflinte. Oft benutzt er sein hinter der Schulter angebrachtes Wurfmesser, das er schnell ziehen und zielsicher werfen kann. Derringer und Pahoo wohnen auf Derringers Plantage Waverly.
Unterstützt wird Derringer auch immer wieder durch Madame Francine, die Besitzerin einer Spielhalle in New Orleans.

## Gastauftritte
- Julie Adams: Amanda Eaton (Return to New Orleans, Rückkehr nach New Orleans, 1958)
- Claude Akins: Toby Cook (Gallatin Street, Dynamit im Spiel, 1958; Collector’s Item, Wer bietet mehr ? 1959)
- John Anderson: Wayne Raven (Outlaw at Liberty, Für einen Dollar Hilfe, 1959)
- Charles Bronson: Rogue Donovan  (Hell and High Water, Eine Stadt in Gefahr, 1959)
- Jim Davis: Bullet Pike  (Two Tickets to Promontory, Fahrschein ins Jenseits, 1959)
- Margaret Field (als Maggie Mahoney): Bridget Malone (Old Dixie, Jagd auf Dixie, 1958; Three Knaves from New Haven, Zu weit gegangen, 1958; A Bullet for Bridget, Wenn die Ratten tanzen, 1958)
- Louise Fletcher: Zwillinge Miss Nellie und Miss Alithia (Old Dixie, Jagd auf Dixie, 1958)
- Beverly Garland: Coco LaSalle (The Fair Freebooter, Die Flusspiratin, 1959; The Wayward Warrior, 8…9…10…aus!, 1959)
- Lee Van Cleef: Ike Milton/Frank James (Outlaw at Liberty, Für einen Dollar Hilfe, 1959)

## DVD-Veröffentlichung
Eine deutsche Veröffentlichung der Serie auf DVD liegt seit Mai 2013 von Studio Hamburg Enterprises vor. Im November 2020 erfolgte eine Neuauflage durch Pidax.

## Episodenliste
| Nr. | Deutscher Titel               | Originaltitel                 | Erstausstrahlung USA | Deutschsprachige Erstausstrahlung (D) | Regie              | Drehbuch                             |
| --- | ----------------------------- | ----------------------------- | -------------------- | ------------------------------------- | ------------------ | ------------------------------------ |
| 1   | Rückkehr nach New Orleans     | Return to New Orleans         | 2. Okt. 1958         | 3. Jan. 1967                          | Richard Sale       | Mary Loos, Richard Sale              |
| 2   | Dynamit im Spiel              | Gallatin Street               | 9. Okt. 1958         | 2. Juni 1969                          | William F. Claxton | Mary Loos, Richard Sale              |
| 3   | Geheime Fracht                | Ticket to Natchez             | 23. Okt. 1958        | 17. Jan. 1967                         | Richard Sale       | Herman Hoffman                       |
| 4   | -                             | An Ace Called Spade           | 30. Okt. 1958        | -                                     | Richard Sale       | D.D. Beauchamp, Richard Sale         |
| 5   | Wenn die Ratten tanzen ...    | A Bullet for Bridget          | 6. Nov. 1958         | 11. Juni 1969                         | William F. Claxton | Frederick Brady                      |
| 6   | Besuch aus Boston             | The Belle from Boston         | 13. Nov. 1958        | 28. Feb. 1967                         | Richard Sale       | Alvin Sapinsley, Richard Sale        |
| 7   | Die Jagd nach dem Goldschatz  | Loot from Richmond            | 20. Nov. 1958        | 23. Juli 1969                         | William F. Claxton | Irving Wallace                       |
| 8   | Jagd auf falsche Dollars      | The Saga of Lonesome Jackson  | 27. Nov. 1958        | 10. Jan. 1967                         | Richard Sale       | Alvin Sapinsley                      |
| 9   | -                             | Memo to a Firing Squad        | 4. Dez. 1958         | -                                     | William F. Claxton | Mary Loos, Richard Sale              |
| 10  | Zu weit gegangen              | Three Knaves from New Haven   | 11. Dez. 1958        | 27. Aug. 1969                         | William F. Claxton | Theodore Ferro, Mathilde Ferro       |
| 11  | -                             | Marble Fingers                | 18. Dez. 1958        | -                                     | William F. Claxton | Richard Sale, Robert Spielman        |
| 12  | Jagd auf Dixie                | Old Dixie                     | 25. Dez. 1958        | 3. Sep. 1969                          | Richard Sale       | Richard Sale, John Hawkins           |
| 13  | Doppelgänger                  | Two of a Kind                 | 1. Jan. 1959         | 7. Feb. 1967                          | William F. Claxton | Mary Loos, Richard Sale              |
| 14  | Das letzte Gastspiel          | Nightmare on Bourbon Street   | 8. Jan. 1959         | 13. Aug. 1969                         | Richard Sale       | Mary, Loos, Richard Sale             |
| 15  | Die Flusspiratin              | The Fair Freebooter           | 15. Jan. 1959        | 21. Feb. 1967                         | Richard Sale       | Mary Loos, Richard Sale              |
| 16  | Terror auf dem Markt          | Mayhem at the Market          | 22. Jan. 1959        | 30. Juli 1969                         | Richard Sale       | Theodore Ferro, Mathilde Ferro       |
| 17  | Als die Russen kamen ...      | The Night the Russians Landed | 29. Jan. 1959        | 20. Aug. 1969                         | Richard Sale       | Coles Trapnell                       |
| 18  | -                             | A Game of Chance              | 5. Feb. 1959         | -                                     | William F. Claxton | Mary Loos, Richard Sale              |
| 19  | -                             | Panic in Town                 | 12. Feb. 1959        | -                                     | Richard Sale       | Coles Trapnell                       |
| 20  | Eine Stadt in Gefahr          | Hell and High Water           | 19. Feb. 1959        | 6. Aug. 1969                          | Richard Sale       | Richard Sale                         |
| 21  | Ein feiner Herr aus Louisiana | The Louisiana Dude            | 26. Feb. 1959        | 24. Jan. 1967                         | William F. Claxton | Coles Trapnell                       |
| 22  | -                             | Longhair                      | 5. März 1959         | -                                     | William F. Claxton | Coles Trapnell                       |
| 23  | Wettfahrt mit dem Tod         | Thunder on the River          | 12. März 1959        | 21. März 1967                         | William F. Claxton | Robert Spielman, Richard Sale        |
| 24  | Zwei Pistolen im Brunnen      | The Gun That Murdered Lincoln | 19. März 1959        | 9. Juli 1969                          | Richard Sale       | Richard Sale                         |
| 25  | Wer bietet mehr?              | Collector’s Item              | 26. März 1959        | 18. Juni 1969                         | Richard Sale       | Coles Trapnell                       |
| 26  | -                             | Fire on the Frontier          | 2. Apr. 1959         | -                                     | Richard Sale       | Mary Loos, Richard Sale              |
| 27  | Duell auf Bestellung          | Duel at the Oaks              | 9. Apr. 1959         | 25. Juni 1969                         | William F. Claxton | Coles Trapnell                       |
| 28  | 8 ... 9 ... 10 ... aus!       | The Wayward Warrior           | 16. Apr. 1959        | 14. März 1967                         | Richard Sale       | William Fay, Mary Loos, Richard Sale |
| 29  | Fälscher am Werk              | A State of Crisis             | 30. Apr. 1959        | 28. März 1967                         | Edward O. Denault  | Coles Trapnell                       |
| 30  | Für einen Dollar Hilfe        | Outlaw at Liberty             | 7. Mai 1959          | 7. März 1967                          | William F. Claxton | Richard Sales, Coles Trapnell        |
| 31  | -                             | V as in Voodoo                | 14. Mai 1959         | -                                     | Edward O. Denault  | Mary Loos, Richard Sale              |
| 32  | Vorsicht, Knallfrösche!       | The Quiet Firecracker         | 21. Mai 1959         | 31. Jan. 1967                         | Boris Sagal        | Mary Loos, Richard Sale              |
| 33  | Am eigenen Grab               | Gone But Not Forgotten        | 28. Mai 1959         | 16. Juli 1969                         | Edward O. Denault  | Richard Sale                         |
| 34  | Fahrschein ins Jenseits       | Two Tickets to Promontory     | 4. Juni 1959         | 14. Feb. 1967                         | Richard Sale       | Coles Trapnell, Richard Sale         |

## Synchronisation
Die deutschsprachige Synchronisation entstand 1966 nach den Dialogbüchern von Gerda von Rüxleben und der Dialogregie von Dietmar Behnke und 1969 nach den Büchern von Ursula Buschow unter der Regie von Karlheinz Brunnemann jeweils bei der Berliner Synchron in Berlin.
| Rolle           | Darsteller     | Synchronsprecher              |
| --------------- | -------------- | ----------------------------- |
| Yancy Derringer | Jock Mahoney   | Rainer Brandt                 |
| John Colton     | Kevin Hagen    | Heinz Petruo, Gerd Martienzen |
| Madame Francine | Frances Bergen | Gisela Reißmann               |